# Epimedium trifoliolatobinatum
Epimedium trifoliolatobinatum là một loài thực vật có hoa trong họ Hoàng mộc. Loài này được (Koidz.) Koidz. mô tả khoa học đầu tiên năm 1939.